# Fernand De Visscher
Fernand Marie Emile De Visscher (* 14. Oktober 1885 in Gent; † 15. Dezember 1964 in Herent) war ein belgischer Rechtshistoriker und Archäologe. Er wirkte von 1921 bis 1932 als Professor für römisches Recht an der Universität Gent, von 1932 bis 1936 an der Katholischen Universität Lille und ab 1936 an der Katholischen Universität Löwen. Die Société Internationale „Fernand De Visscher“ pour l’Histoire des Droits de l’Antiquité (Internationale Gesellschaft „Fernand De Visscher“ für antike Rechtsgeschichte) trägt ihm zu Ehren seinen Namen.

## Leben
Fernand De Visscher wurde 1885 in Gent geboren und absolvierte bis 1913 ein Studium der Rechtswissenschaften an der Universität seiner Heimatstadt, an der er ab 1919 als Lehrbeauftragter sowie ab 1921 als außerordentlicher Professor und ab 1923 als ordentlicher Professor für römisches Recht wirkte. Nach der Umstellung der Universität auf die niederländische Sprache wechselte er 1932 an die Katholische Universität Lille und vier Jahre später an die Katholische Universität Löwen.
Ab 1946 gehörte er der Königlichen Akademie der Wissenschaften und Schönen Künste von Belgien an. Darüber hinaus war er ab 1947 korrespondierendes Mitglied der Pontificia Accademia Romana di Archeologia und ab 1964 korrespondierendes ausländisches Mitglied der Österreichischen Akademie der Wissenschaften. Von 1937 bis 1950 fungierte er als Generalsekretär des Institut de Droit international (Institut für Völkerrecht), in das er 1925 aufgenommen worden war. In diesem Amt folgte er seinem Bruder Charles De Visscher, dessen Sohn Paul De Visscher diese Position später von 1969 bis 1981 ebenfalls innehatte.
Fernand De Visscher begründete die Zeitschrift „Revue Internationale des Droits de l’Antiquité“ und die Société Internationale „Fernand De Visscher“ pour l’Histoire des Droits de l’Antiquité (Internationale Gesellschaft „Fernand De Visscher“ für antike Rechtsgeschichte), die ihm zu Ehren seinen Namen trägt. Von 1945 bis 1949 wirkte er als Direktor der in Rom ansässigen Academia Belgica, deren Ziel der kulturelle und wissenschaftliche Austausch zwischen Italien und Belgien ist. Er starb 1964 in Herent.

## Werke (Auswahl)
- La liberté politique en Allemagne et la dynastie des Hohenzollern. L. Tenin, Paris 1916
- La Condictio et le système de la procédure formulaire. A. Buyens, Gent 1924 und A. Rousseau, Paris 1923
- Heracles Epitrapezios. De Boccard, Paris 1962
- Le droit des tombeaux romains. Giuffrè Editore, Mailand 1962